# Forêt domaniale de Châteauroux
La forêt domaniale de Châteauroux est une forêt domaniale française de 52 km², gérée par l'Office national des forêts, située dans le département de l'Indre en région Centre-Val de Loire. Elle est principalement composée de chênes.

## Végétation
Différentes variétés de chênes sont présentes : le chêne sessile, le chêne pédonculé, ainsi que d'autres arbres : le hêtre, le charme, le sorbier, l'érable champêtre. 
On trouve aussi des plantes diverses : la fougère aigle, l'anémone sylvie et le muguet de mai.

## Faune
Cette forêt abrite de nombreux animaux sauvages. Le plus gros est le cerf élaphe, dont le brame a lieu aux mois de septembre et octobre de chaque année. Les autres animaux sont le rat musqué, le ragondin, le lièvre commun, le lapin de garenne, le putois, la martre, la fouine, la belette.

### Ornithologie
Dans la forêt domaniale de Châteauroux, on trouve : le corbeau freux, la corneille noire, la pie bavarde, le faisan commun, les perdrix grises et perdrix rouges, le geai des chênes, le pigeon ramier, l’étourneau, etc.
Au bord des rivières, on trouve également le canard colvert, la foulque macroule, la poule d’eau, le fuligule milouin, la sarcelle d'hiver, le vanneau huppé, la bécassine des marais, etc. ainsi que les oiseaux de passage : la bécasse des bois, la caille des blés, les grives draines, grives litornes, grives mauvis, le merle noir, les tourterelles des bois et tourterelles turques, l’alouette des champs, etc.

## Exploitation forestière
Le chêne produit des bois de grande qualité utilisés entre autres en menuiserie et en tonnellerie. Quelques-uns des grands crus du vignoble bordelais vieillissent dans les fûts de chêne issu des arbres de cette forêt. 